# Mikita Labastau
Mikita Iwanawitsch Labastau (belarussisch Мікіта Іванавіч Лабастаў, russisch Nikita Iwanowitsch Lobastow/Никита Иванович Лобастов; * 19. April 1997 in Uwa, Republik Udmurtien) ist ein russischer Biathlet, der seit 2019 für Belarus startet. Er ist zweifacher Sieger bei internationalen Juniorenmeisterschaften und erreichte bisher zwei Podestplatzierungen im Weltcup.

## Sportliche Laufbahn
Mikita Labastau begann 2007 mit dem Biathlonsport. Sein internationales Debüt gab er im Januar 2015 beim Europäischen Olympischen Jugendfestival in Bürserberg und erreichte im Sprint den fünften Rang sowie mit der Mixedstaffel Rang zwei, was mit dem Gewinn der Silbermedaille einherging. Im Winter 2016/17 nahm der Russe an zwei Junior-Cup-Rennen teil und bestritt zudem die Juniorenweltmeisterschaften, in deren Rahmen er Bronze im Einzel sowie Gold an der Seite von Igor Malinowski, Nikita Porschnew und Kirill Strelzow im Staffelwettkampf gewann. Seine letzten Rennen für sein Geburtsland bestritt er im Junior-Cup 2017/18, ohne aber in die Nähe vorderer Platzierungen zu kommen.
Seinen Startplatz in der belarussischen Nationalmannschaft bekam Labastau durch Zufall, nachdem er für die Saison 2018/19 nur in einem der Entwicklungskader des russischen Verbandes geführt worden war und daraufhin beschloss, die Mannschaft zu verlassen und seinem eigenen Trainingsplan nachzugehen. Der damalige belarussische Nationaltrainer kam Labastau zufolge mit dem Vorschlag auf ihn zu, testweise in Minsk zu trainieren und bot ihm an, den Verband zu wechseln. „Nach mehrwöchiger Überlegung“ entschied sich Labastau schließlich dazu, ab der neuen Saison den belarussischen Verband zu vertreten. Sein internationales Debüt für die osteuropäische Nation feierte der damals 21-jährige im Januar 2019 im Rahmen des IBU-Cups in Duszniki-Zdrój und belegte sofort die Ränge 15 und zehn. Bei den Juniorenweltmeisterschaften 2019 ergatterte er im Einzel hinter Martin Bourgeois République die Silbermedaille, noch im gleichen Winter gab er außerdem in Canmore seinen Einstand im Weltcup und erreichte mit der Staffel den zwölften Platz. Sehr erfolgreich schnitt der Belarusse bei den Sommerbiathlon-Juniorenweltmeisterschaften 2019 in Minsk ab, Labastau gewann die Goldmedaille im Supersprint und die Silbermedaille in der Verfolgung.

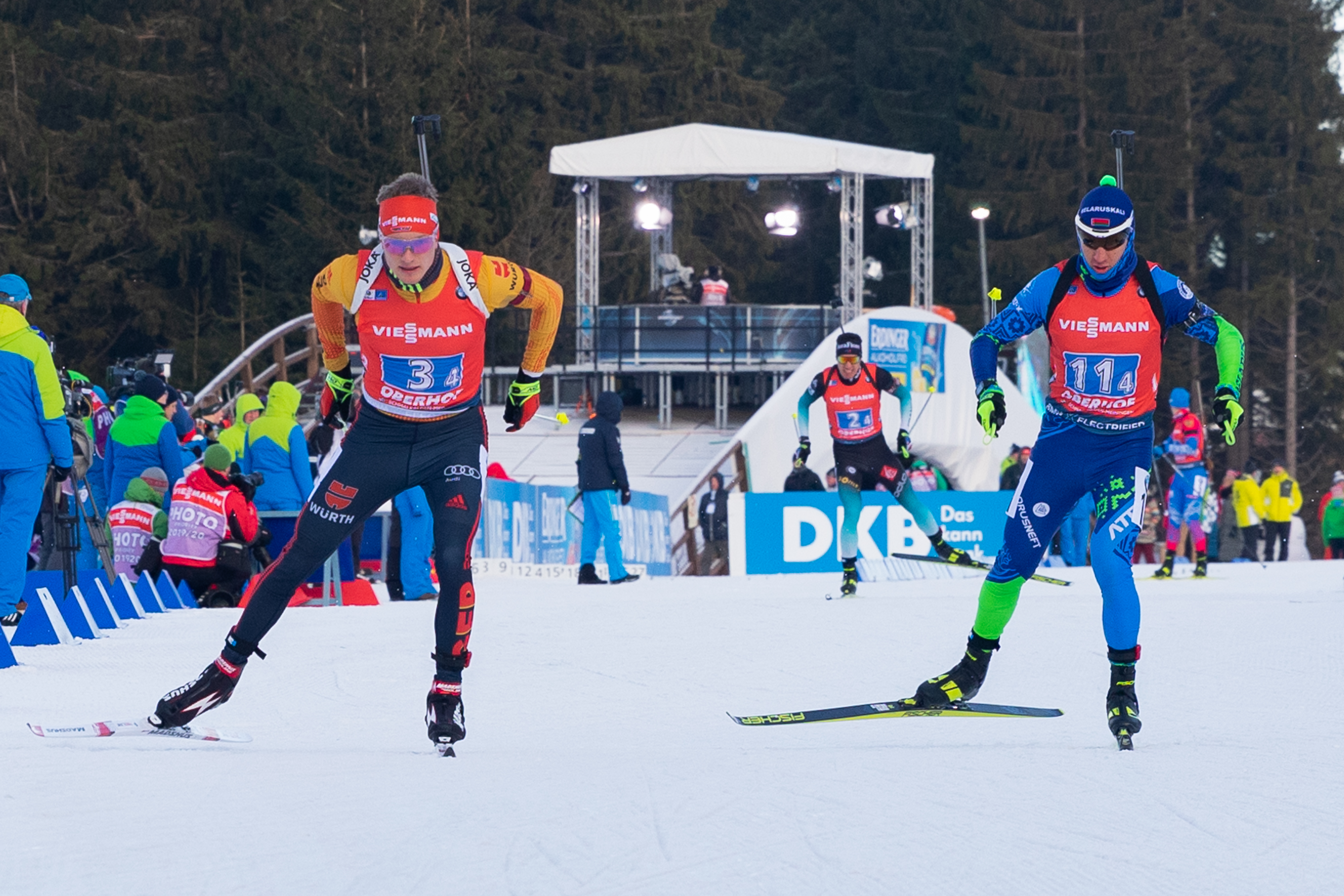
Labastau rechts neben Benedikt Doll im Januar 2020 in Oberhof

Mit Beginn der Saison 2019/20 war Labastau ständiger Teil des Weltcupteams. Erstmals in die Punkteränge lief er dabei als 39. des Verfolgungsrennen von Hochfilzen im Dezember 2019, in Le Grand-Bornand verbesserte er sich eine Woche später vom 46. Platz im Sprint auf den 28. im Verfolgungsrennen und blieb dabei am Schießstand komplett fehlerfrei. Ebenfalls war der Belarusse von Anfang an Teil der Herren-, Mixed- und Single-Mixed-Staffeln im Weltcup und belegte in Oberhof unter anderem mit Anton Smolski, Sergei Botscharnikow und Raman Jaljotnau Rang fünf. Bei seinen ersten Weltmeisterschaften erreichte er den 36. und 37. Platz in Sprint und Verfolgung, im Rahmen der Heim-EM wurde er 48. im Supersprint. In den Wintern 2020/21 und 2021/22 startete Labastau weiterhin im Weltcup und zeigte sein Potential hauptsächlich in Staffelwettkämpfen. Dabei übernahm er fast ausnahmslos den Part des Startläufers und übergab beispielsweise im Dezember 2020 in Kontiolahti, zeitgleich mit Sturla Holm Lægreid, an der Spitze des Feldes an Sergei Botscharnikow. Bei den Weltmeisterschaften 2021 wurde der Belarusse lediglich im Einzel eingesetzt und belegte den 29. Platz, mit der Staffel kam Rang neun zustande.
Im Laufe der Folgesaison erreichte er dreimal die Punkteränge, darunter fiel auch sein persönliches Bestresultat mit Rang 25 im Einzel von Antholz. Auch gelangen Labastau mit der Staffel seine ersten beiden Podestplätze: Zunächst musste er sich gemeinsam mit Anton Smolski, Dsinara Alimbekawa und Hanna Sola im Mixedwettkampf von Oberhof nur dem norwegischen Team geschlagen geben, mit der Männerstaffel gelang ihm an der Seite von Smolski, Dsmitryj Lasouski und Maksim Warabej in Ruhpolding zudem der dritte Platz. Auch an den Olympischen Spielen 2022 nahm der Belarusse teil, ohne aber vordere Platzierungen anzugreifen. Von den Rennen im Anschluss wurde er gesperrt, da aufgrund des russischen Überfalls auf die Ukraine sämtliche Athleten aus Russland sowie Belarus ausgeschlossen wurden. Seit Beginn der Saison 2022/23 tritt er daher im neu geschaffenen Commonwealth Cup an und erreichte im Saisonverlauf – in Rjasan, Minsk und Tjumen – drei Podestplätze, was zum elften Rang in der Gesamtwertung führte. 2023/24 und 2024/25 fiel er in seinen Leistungen ab und erzielte keine Gesamtplatzierung unter den besten 20, eine Ausnahme bildete der Massenstart von Djomino, mit dem Labastau erstmals einen Wettkampf in dieser Serie für sich entscheiden konnte. Im Ziel lag er mit 5,1 Sekunden vor Alexander Loginow.

## Statistiken

### Weltcupplatzierungen
Die Tabelle zeigt alle Platzierungen (je nach Austragungsjahr einschließlich Olympische Spiele und Weltmeisterschaften).
- 1.–3. Platz: Anzahl der Podiumsplatzierungen
- Top 10: Anzahl der Platzierungen unter den ersten zehn (einschließlich Podium)
- Punkteränge: Anzahl der Platzierungen innerhalb der Punkteränge (einschließlich Podium und Top 10)
- Starts: Anzahl gelaufener Rennen in der jeweiligen Disziplin
- Staffel: inklusive Mixed- und Single-Mixed-Staffeln

| Platzierung               | Einzel | Sprint | Verfolgung | Massenstart | Staffel | Gesamt |
| ------------------------- | ------ | ------ | ---------- | ----------- | ------- | ------ |
| 1. Platz                  |        |        |            |             |         |        |
| 2. Platz                  |        |        |            |             | 1       | 1      |
| 3. Platz                  |        |        |            |             | 1       | 1      |
| Top 10                    |        |        |            |             | 13      | 13     |
| Punkteränge               | 2      | 2      | 5          |             | 21      | 30     |
| Starts                    | 5      | 15     | 7          |             | 21      | 48     |
| Stand: Saisonende 2021/22 |        |        |            |             |         |        |

### Weltcupwertungen
Ergebnisse bei Biathlon-Weltcups (Disziplinen- und Gesamtweltcup) gemäß Punktesystem:
| Saison  | Einzel | Einzel | Sprint | Sprint | Verfolgung | Verfolgung | Massenstart | Massenstart | Gesamt | Gesamt |
| Saison  | Platz  | Punkte | Platz  | Punkte | Platz      | Punkte     | Platz       | Punkte      | Platz  | Punkte |
| ------- | ------ | ------ | ------ | ------ | ---------- | ---------- | ----------- | ----------- | ------ | ------ |
| 2019/20 | –      | –      | 79.    | 5      | 43.        | 30         | –           | –           | 66.    | 35     |
| 2020/21 | 42.    | 21     | –      | –      | –          | –          | –           | –           | 76.    | 21     |
| 2021/22 | 39.    | 16     | 75.    | 14     | 77.        | 3          | –           | –           | 78.    | 33     |

### Olympische Winterspiele
Ergebnisse bei Olympischen Winterspielen:
|                                        | Einzelwettbewerbe | Einzelwettbewerbe | Einzelwettbewerbe | Einzelwettbewerbe | Staffelwettbewerbe | Staffelwettbewerbe |
| Einzel                                 | Sprint            | Verfolgung        | Massenstart       | Männerstaffel     | Mixedstaffel       |                    |
| -------------------------------------- | ----------------- | ----------------- | ----------------- | ----------------- | ------------------ | ------------------ |
| Olympische Winterspiele 2022 \| Peking | 47.               | 57.               | 45.               | –                 | 8.                 | 6.                 |

### Weltmeisterschaften
Ergebnisse bei Weltmeisterschaften:
| Weltmeisterschaften | Weltmeisterschaften | Einzelwettbewerbe | Einzelwettbewerbe | Einzelwettbewerbe | Einzelwettbewerbe | Staffelwettbewerbe | Staffelwettbewerbe | Staffelwettbewerbe |
| Jahr                | Ort                 | Einzel            | Sprint            | Verfolgung        | Massenstart       | Männerstaffel      | Mixedstaffel       | S.-M.-Staffel      |
| ------------------- | ------------------- | ----------------- | ----------------- | ----------------- | ----------------- | ------------------ | ------------------ | ------------------ |
| 2020                | Antholz             | –                 | 36.               | 37.               | –                 | 9.                 | –                  | 15.                |
| 2021                | Pokljuka            | 29.               | –                 | –                 | –                 | 9.                 | –                  | 12.                |

### Juniorenweltmeisterschaften
Ergebnisse bei Juniorenweltmeisterschaften:
| Weltmeisterschaften | Weltmeisterschaften | Einzelwettbewerbe | Einzelwettbewerbe | Einzelwettbewerbe | Männerstaffel |
| Jahr                | Ort                 | Einzel            | Sprint            | Verfolgung        | Männerstaffel |
| ------------------- | ------------------- | ----------------- | ----------------- | ----------------- | ------------- |
| 2017                | Osrblie             | 3.                | 12.               | 8.                | 1.            |
| 2019                | Osrblie             | 2.                | 48.               | DNS               | 13.           |